# アハメド・オタイフ
アハメド・オタイフ（アラビア語: أحمد عطيف、Ahmed Otaif、1983年4月14日 - ）は、サウジアラビアの元サッカー選手。元サウジアラビア代表。現役時代のポジションはMF。

## クラブ歴
2002-03シーズンにアル・シャバブ・リヤドのメンバーとなり、2003-04シーズンに初出場した。当時は20歳であったが弱冠にしてサウジ・プレミアリーグを制覇した。

## 代表歴
2008年5月24日のシリア代表との親善試合で初出場。その後、2010 FIFAワールドカップ・アジア予選、AFCアジアカップ2011、2014 FIFAワールドカップ・アジア予選の際にメンバー入りをしている。代表最終戦となったのは2013年9月9日に行われたトリニダード・トバゴ代表との親善試合であった。

## 個人
彼の兄弟もまたサッカー選手である。1つ下の弟、アブドゥ・オタイフもサウジアラビア代表で彼と共にAFCアジアカップ2011の際にメンバーに選出された。その下の弟のアリ・オタイフもサッカー選手で、更に下の弟のサクル・オタイフもサッカー選手である。一番下の弟のアブドッラー・オタイフもサッカー選手でサウジアラビア代表である。

## 個人成績
代表での得点一覧
| # | 日附           | 場所                                                           | 対戦相手 | 得点 | 結果 | 大会                       |
| - | -------------- | -------------------------------------------------------------- | -------- | ---- | ---- | -------------------------- |
| 1 | 2009年1月8日   | マスカット・ロイヤル・オマーン・ポリス・スタジアム             | イエメン | 4-0  | 6-0  | ガルフカップ2009           |
| 2 | 2012年12月12日 | ファルワーニーヤ県アリー・サバーハ・アッ＝サーリム・スタジアム | イエメン | 1-0  | 1-0  | 西アジアサッカー選手権2012 |

## タイトル

### クラブ
アル・シャバブ・リヤド
- サウジ・プレミアリーグ: 2004, 2006, 2012

準優勝: 2005
- キングスカップ: 2008, 2009, 2014
- プリンス・ファイサル・ビン・ファハド・リーグU-21: 2009, 2010
- クラウンプリンスカップ:

準優勝: 2009
- サウジ・スーパーカップ: 2014

### 代表
- ガルフカップ

準優勝:2009, 2010